# Czołg pływający

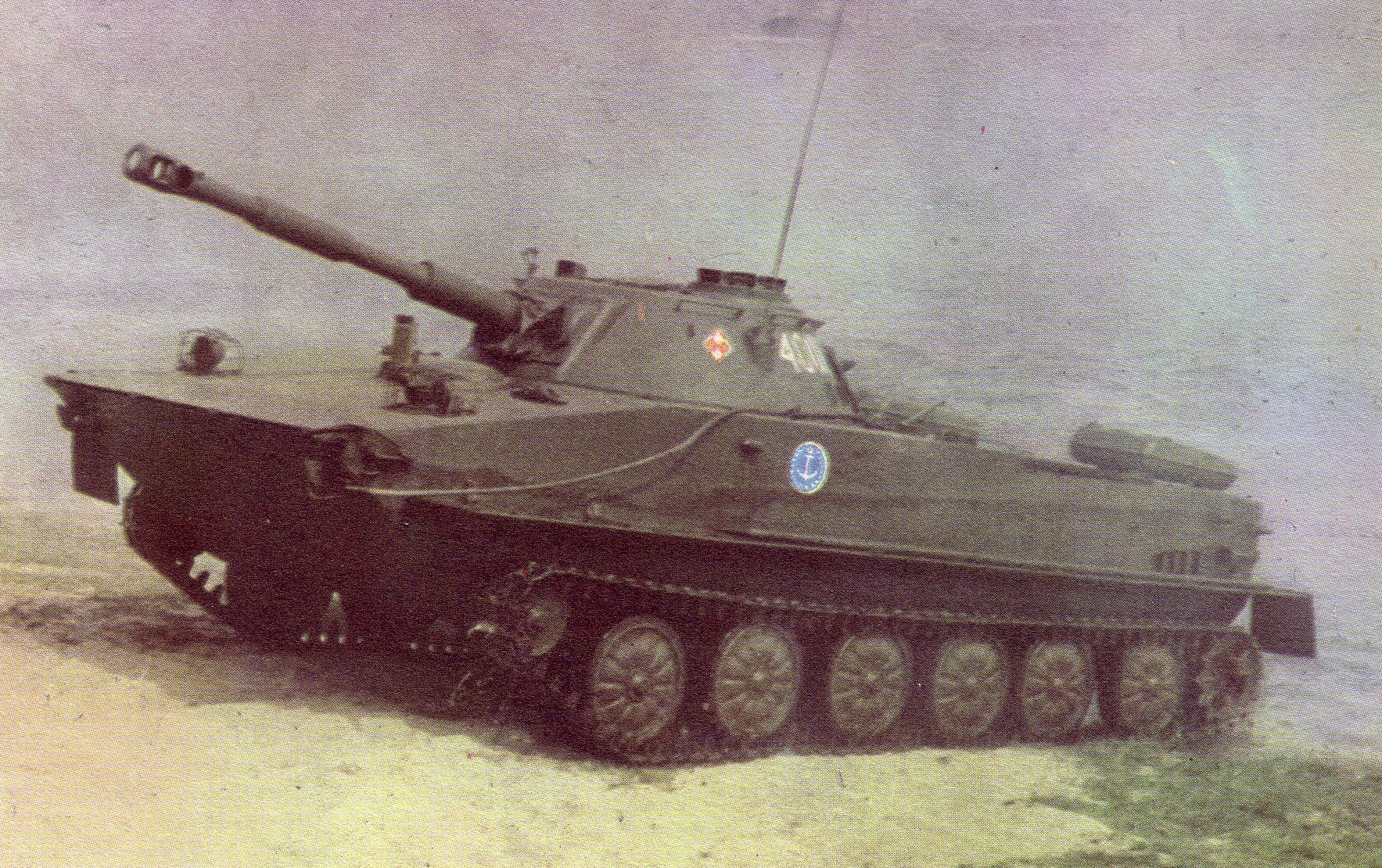
Czołg pływający (PT-76)

Czołg pływający – czołg, który ze względu na swoją konstrukcję i przeznaczenie zaliczany jest niekiedy do amfibii. 
Najczęściej zalicza się go do grupy czołgów specjalnych, których zadaniem jest wspieranie nacierających wojsk podczas forsowania przeszkód wodnych oraz desantów morskich. Ze względu na małą masę i słabe uzbrojenie zalicza się je do czołgów lekkich, a ze względu na rodzaj wykonywanego zadania - do czołgów rozpoznawczych. Pływanie umożliwia im szczelny kadłub oraz napęd wodny (ruch gąsienic lub pędniki wodne). Typowym czołgiem pływającym będącym na wyposażeniu LWP był PT-76.
Pierwszym czołgiem pływającym był model T-37, produkowany przez Związek Radziecki. Czołg T-37 był produkowany w fabryce w Moskwie w latach 1933-1936. 

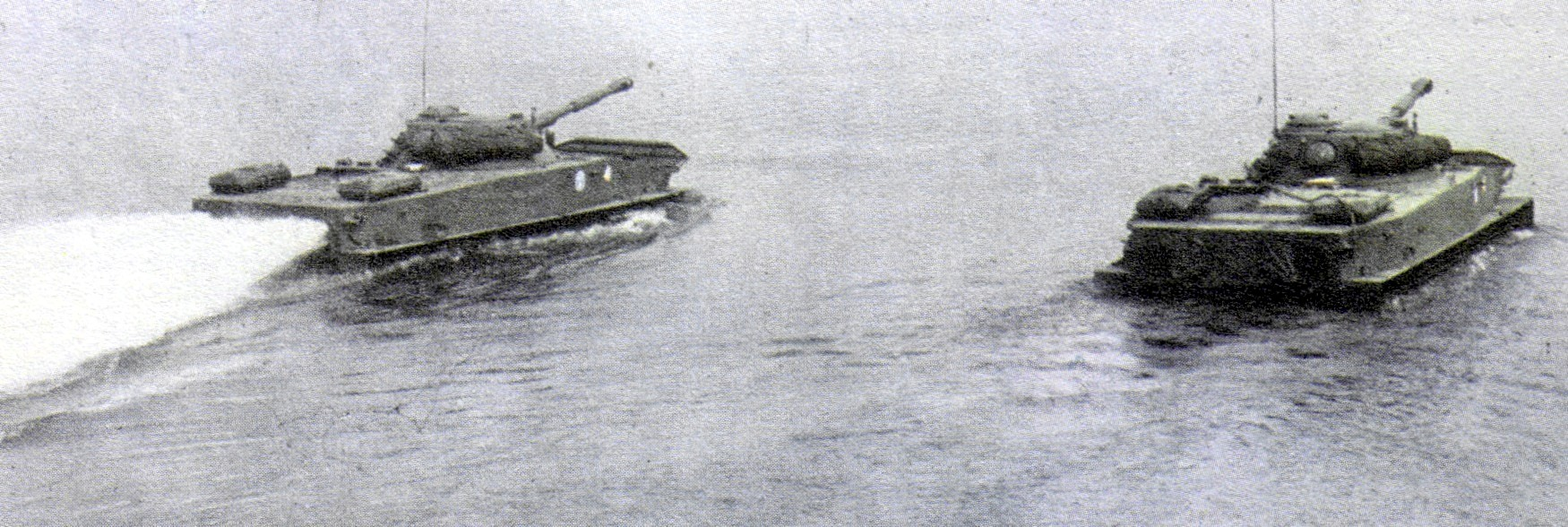
Czołgi pływające T-76, 7 dywizja, Siły Zbrojne Rzeczypospolitej Polski, 1971 rok